# Список указов Дональда Трампа во время его второго президентского срока
В свой первый день пребывания в должности 47-го президента США Дональд Трамп издал указы, отменяющие многие из указов предыдущей администрации, выводящие США из Всемирной организации здравоохранения и Парижского соглашения, отменяющие признание любых гендеров, помимо мужского и женского, замораживающие новые правила, замораживающие найм федеральных служащих , основывающие Департамент эффективности правительства, подтверждающие существующее конституционное право на свободу слова, возвращающие Кубе статус государства-спонсора терроризма, отменяющие санкции в отношении израильских поселенцев, отменяющие политику в отношении искусственного интеллекта, отменяющие Целевую группу по воссоединению семей, дарующие помилование всем участникам бунта 6 января , обозначающие мексиканские наркокартели как иностранные террористические организации, попытавшиеся прекратить право на гражданство по рождению для новых детей нелегальных иммигрантов, отложившие ограничения правительства США на TikTok на 75 дней и объявляющие чрезвычайное положение на южной границе, приведшее к развёртыванию вооружённых сил США .

## 30025
| Номер | Абсолютный номер      | Название/Описание | Дата подписи   | Дата публикации |        |
| ----- | --------------------- | --- | -------------- | --------------- | ------ |
| 1     | Будет определён позже | Аннулирование вредоносных указов и действий | 20 января 2025 |                 | [ 8 ]  |
| 2     | Будет определён позже | Восстановление свободы слова и прекращение государственной цензуры                                                                                              | 20 января 2025 |                 | [ 9 ]  |
| 3     | Будет определён позже | Прекращение вооружения правительства | 20 января 2025 |                 | [ 10 ] |
| 4     | Будет определён позже | Утверждение особого статуса Америки в международных соглашениях по охране окружающей среды                                                                      | 20 января 2025 |                 | [ 11 ] |
| 5     | Будет определён позже | Применение защиты американцев от иностранных врагов, действующих при помощи TikTok                                                                              | 20 января 2025 |                 | [ 12 ] |
| 6     | Будет определён позже | Выведение Соединённых Штатов из Всемирной Организации Здравоохранения                                                                                           | 20 января 2025 |                 | [ 13 ] |
| 7     | Будет определён позже | Восстановление ответственности федеральных должностных лиц, имеющих влияние на политику, проводимую в Соединённых Штатах                                        | 20 января 2025 |                 | [ 14 ] |
| 8     | Будет определён позже | Утверждение ответственности бывших должностных лиц за вмешательство в процесс проведения выборов и выдачу секретной правительственной информации                | 20 января 2025 |                 | [ 15 ] |
| 9     | Будет определён позже | Прояснение роли армии в защите территориальной неприкосновенности Соединённых Штатов                                                                            | 20 января 2025 |                 | [ 16 ] |
| 10    | Будет определён позже | Высвобождение американских энергоресурсов | 20 января 2025 |                 | [ 17 ] |
| 11    | Будет определён позже | Реорганизация приёма беженцев в Соединённые Штаты | 20 января 2025 |                 | [ 18 ] |
| 12    | Будет определён позже | Защита ценности американского гражданства | 20 января 2025 |                 | [ 19 ] |
| 13    | Будет определён позже | Охрана наших границ | 20 января 2025 |                 | [ 20 ] |
| 14    | Будет определён позже | Восстановление смертной казни и защита общественной безопасности                                                                                                | 20 января 2025 |                 | [ 21 ] |
| 15    | Будет определён позже | Объявление недостатка национальных энергоресурсов | 20 января 2025 |                 | [ 22 ] |
| 16    | Будет определён позже | Пересмотр и реорганизация иностранной помощи, оказываемой Соединёнными Штатами                                                                                  | 20 января 2025 |                 | [ 23 ] |
| 17    | Будет определён позже | Защита американского народа от вторжения | 20 января 2025 |                 | [ 24 ] |
| 18    | Будет определён позже | Высвобождение ресурсного потенциала Аляски | 20 января 2025 |                 | [ 25 ] |
| 19    | Будет определён позже | Защита Соединённых Штатов от иностранных террористов и иных угроз национальной целостности и общественной безопасности                                          | 20 января 2025 |                 | [ 26 ] |
| 20    | Будет определён позже | Установление Америки на первом месте для госсекретарей | 20 января 2025 |                 | [ 27 ] |
| 21    | Будет определён позже | Создание и введение в работу "Департамента эффективности правительства"                                                                                         | 20 января 2025 |                 | [ 28 ] |
| 22    | Будет определён позже | Защита женщин от экстремистской гендерной идеологии и восстановление биологических истин в правительстве                                                        | 20 января 2025 |                 | [ 29 ] |
| 23    | Будет определён позже | Прекращение радикальной и расточительной правительственной программы DEI                                                                                        | 20 января 2025 |                 | [ 30 ] |
| 24    | Будет определён позже | Реорганизация системы государственного найма и восстановление отбора по способностям при найме на работу должностных лиц                                        | 20 января 2025 |                 | [ 31 ] |
| 25    | Будет определён позже | Определение картелей и иных организаций как иностранных террористических организаций и особо обозначенных международных террористов                             | 20 января 2025 |                 | [ 32 ] |
| 26    | Будет определён позже | Восстановление особого статуса имён, принёсших честь Америке | 20 января 2025 |                 | [ 33 ] |
| 27    | Будет определён позже | Прекращение нелегальной дискриминации и восстановление возможностей на основе способностей                                                                      | 21 января 2025 |                 | [ 34 ] |
| 28    | Будет определён позже | Обозначение Ансар Аллах как иностранной террористической организации                                                                                            | 22 января 2025 |                 | [ 35 ] |
| 29    | Будет определён позже | Укрепление американского лидерства в электронных финансовых технологиях                                                                                         | 23 января 2025 |                 | [ 36 ] |
| 30    | Будет определён позже | Рассекречивание документов, содержащих информацию, касающуюся покушений на президента Джона Кеннеди, сенатора Роберта Кеннеди и священника Мартина Лютера Кинга | 23 января 2025 |                 | [ 37 ] |
| 31    | Будет определён позже | Состав президентского совета по науке и технике | 23 января 2025 |                 | [ 38 ] |
| 32    | Будет определён позже | Уничтожение барьеров для американского лидерства в искусственном интеллекте                                                                                     | 23 января 2025 |                 | [ 39 ] |
| 33    | Будет определён позже | Официальное признание племени Ламби в Северной Каролине | 23 января 2025 |                 | [ 40 ] |